# Acker-Filzkraut
Das Acker-Filzkraut (Filago arvensis), auch Acker-Fadenkraut genannt, ist eine Pflanzenart aus der Gattung der Filzkräuter (Filago) in der Unterfamilie Asteroideae innerhalb der Familie der Korbblütler (Asteraceae). Sie ist in Eurasien und Nordafrika weitverbreitet.

## Beschreibung

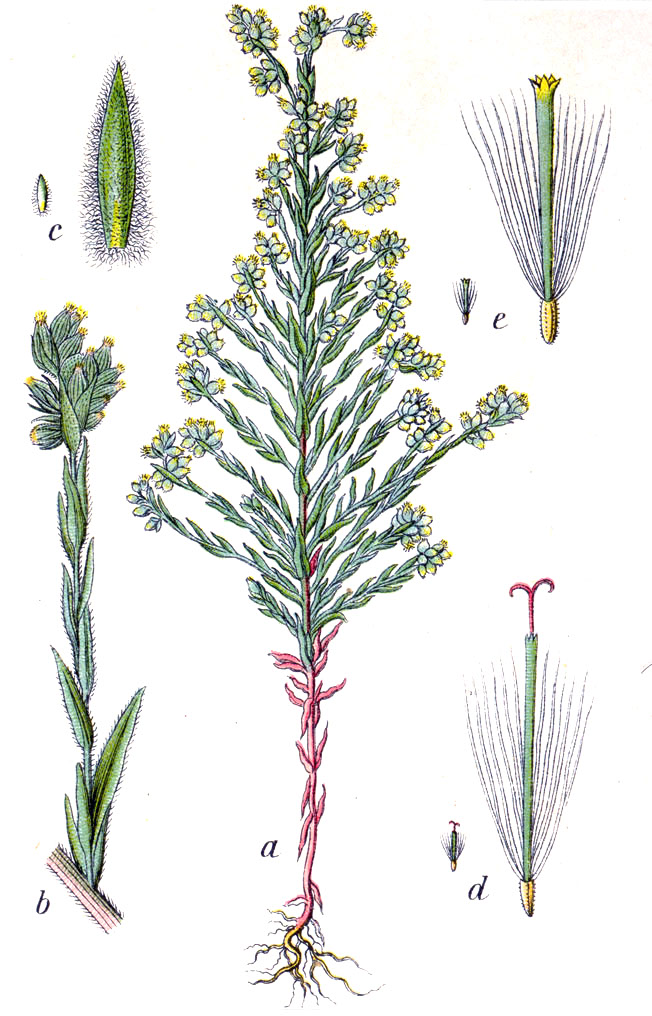
Illustration aus Sturm

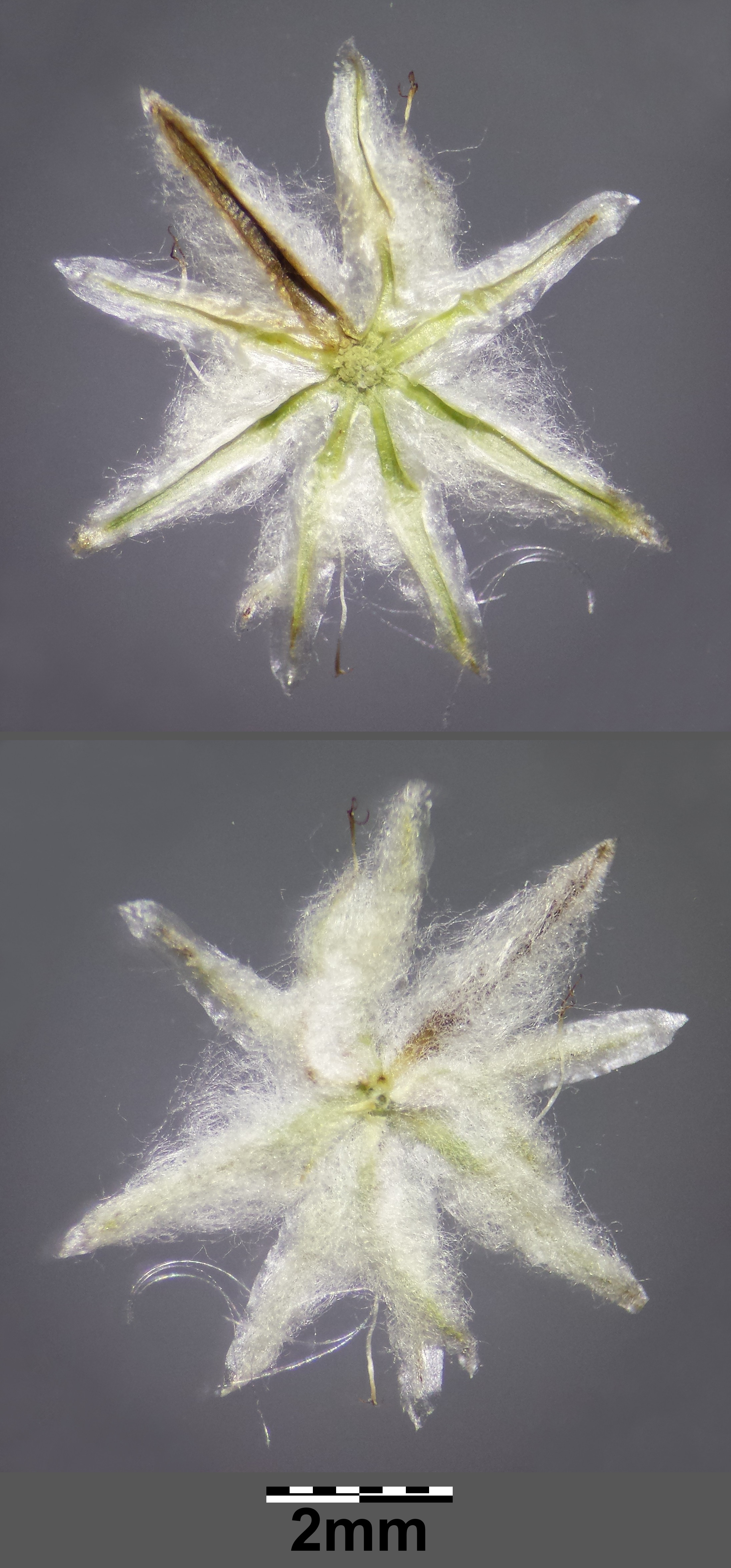
Korbhülle, oben Innenseite, unten Außenseite

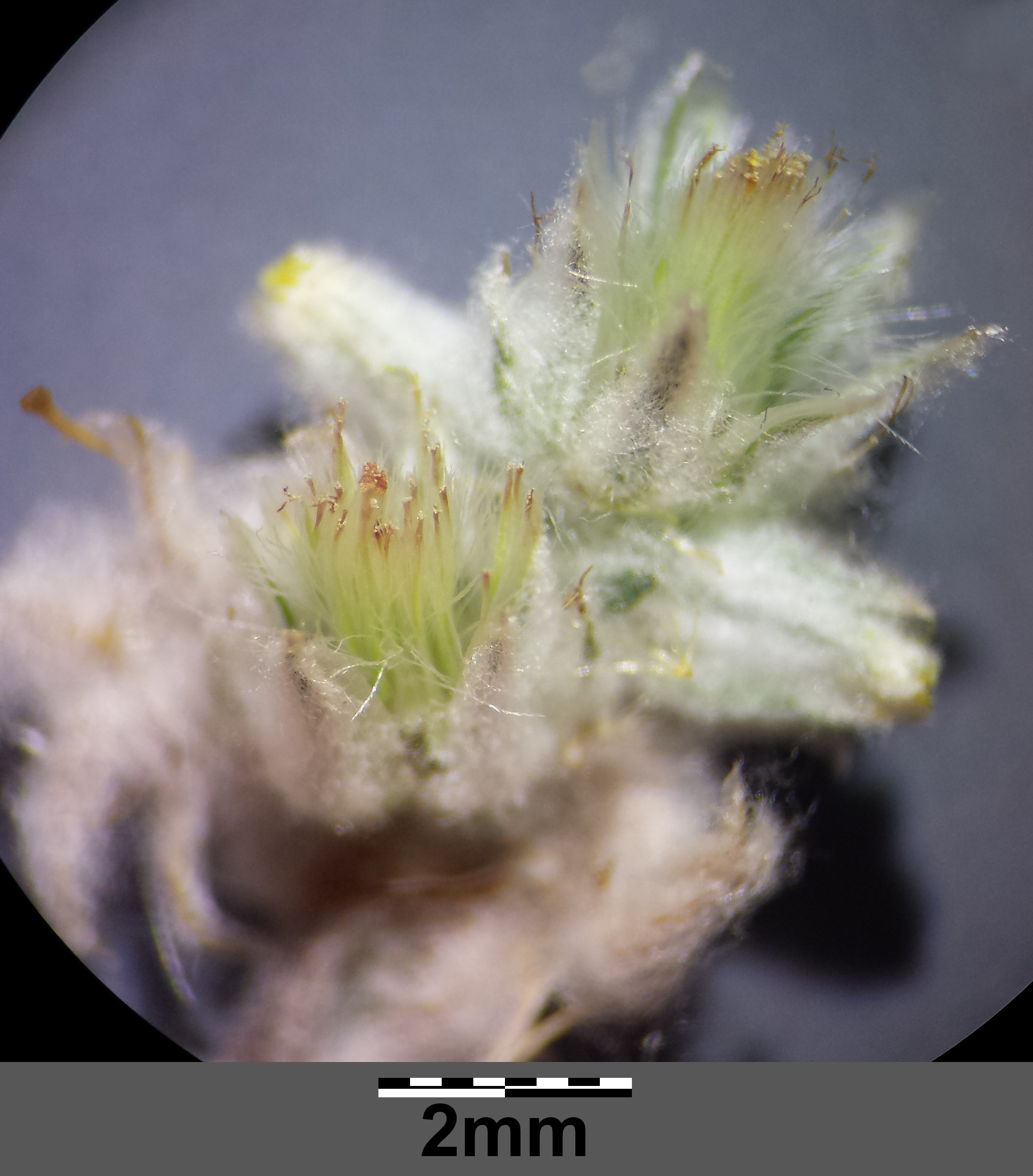
Blüten

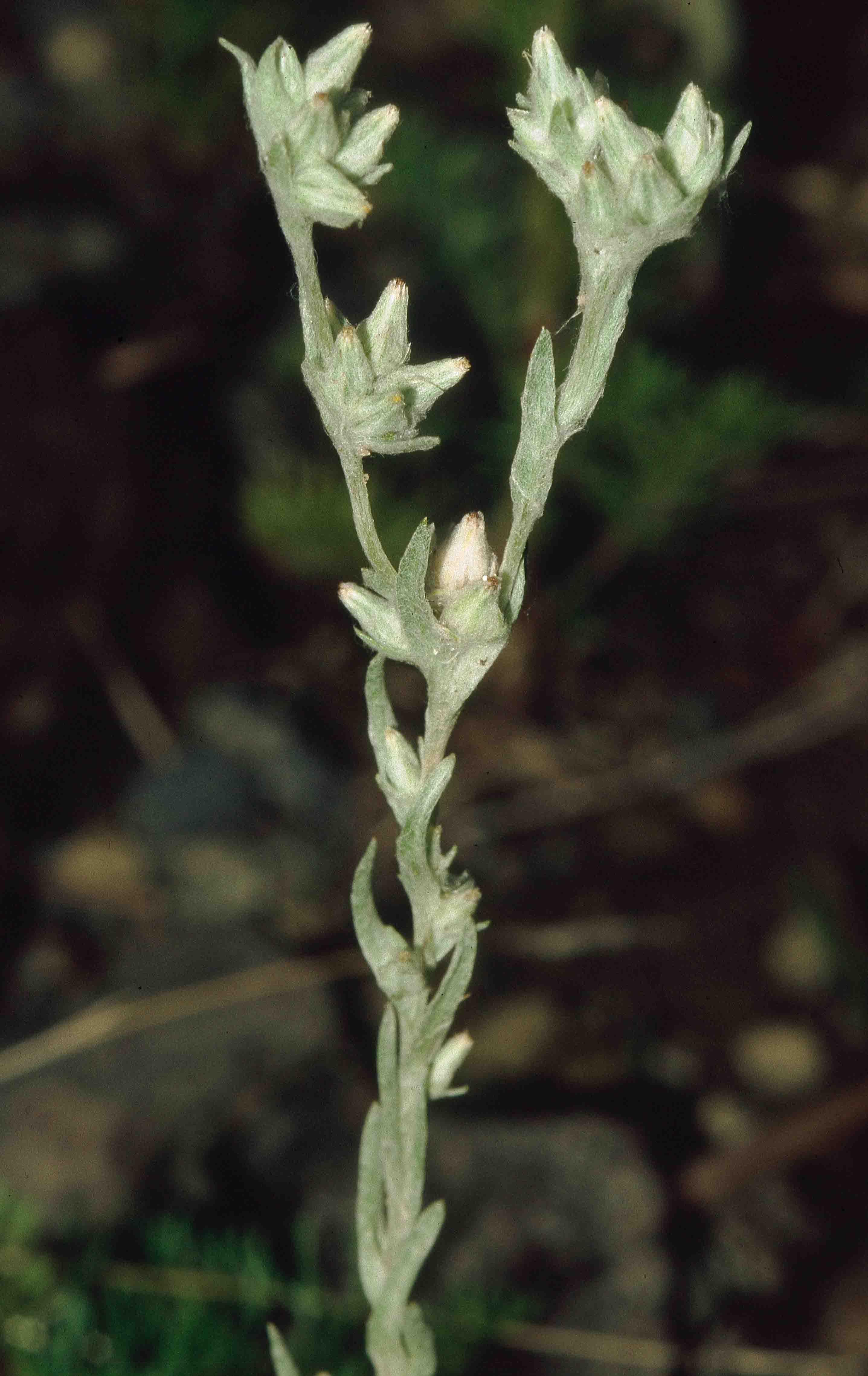
Blütenstand mit Blütenkörbchen

### Vegetative Merkmale
Das Acker-Filzkraut wächst als meist einjährige krautige Pflanze, die Wuchshöhen von meist 10 bis 30 (5 bis zu 35) Zentimetern erreicht. Die oberirdischen Pflanzenteile sind weiß-filzig behaart. Der aufrechte Stängel ist meist von der Mitte an traubig bis rispig verzweigt und dicht weißlich bis gräulich filzig oder wollig behaart.
Die wechselständig am ganzen Stängel verteilt Laubblätter sind sitzend. Die einfache Blattspreite ist bei einer Länge von 10 bis 15 (5 bis 20) Millimetern sowie einer Breite von meist 2 bis 3 (1 bis 4) Millimetern länglich oder länglich-lanzettlich, oder lanzettlich mit zugespitztem oder spitzem oberen Ende. Die Blattflächen sind weich wollig behaart.

### Generative Merkmale
Die Blütezeit reicht von Juli bis September. Das Acker-Filzkraut ist gynomonözisch. Sitzend oder auf einem kurzen Blütenstandsschaft sind meist drei bis sieben (zwei bis zwölf) körbchenförmige Blütenstände knäuelig gehäuft angeordnet. Das bei einer Länge von 4 bis 5 oder 2 bis 3 Millimetern länglich-eiförmige oder eiförmige bis pyramidale Involucrum = Hüllkelch wird nicht von Tragblättern überragt. Alle (meist 15 bis 20) in drei Reihen angeordneten Hüllblätter sind nicht gekielt mit stumpfem oberen Ende, bis zur Spitze und zur Fruchtzeit sternförmig ausgebreitet. Die Hüllblätter der äußeren Reihe sind winzig, linealisch und flach; die der mittleren Reihe sind lanzettlich, gefaltet und dicht wollig behaart; die fünf der inneren Reihe sind konkav und kahl. Im Blütenkörbchen befinden sich nur Röhrenblüten, davon sind meist vier zwittrig und viele weiblich sowie dünn.
Es gibt zwei Typen von hell-braunen Achänen sind bei einer Länge von 0,8 bis 1 Millimetern sowie einem Durchmesser von etwa 0,3 Millimetern eiförmig oder länglich-eiförmig sowie etwas abgeflacht, die äußeren sind etwa gebogen und ohne Pappus; die inneren sind gerade und besitzen 12 bis 15 leicht abfallende, dünne, 2,5 bis 3 Millimeter lange Pappusborsten, die fein gekerbt sind.

### Chromosomensatz
Die Chromosomengrundzahl beträgt x = 14; es liegt Diploidie mit einer Chromosomenzahl von 2n = 28 vor.

## Ökologie
Beim Acker-Filzkraut handelt es sich um einen Therophyten.
Filago arvensis ist selbstkompatibel und fakultativ autogam, das bedeutet Selbstbefruchtung ist also die Regel und Fremdbefruchtung die Ausnahme. Es erfolgt meist Selbstbestäubung oder selten eine Bestäubung durch den Wind. Typische Bestäuber sind Bienen, Hummeln, Wespen, Wollschweber (Bombyliidae) sowie Schwebfliegen (Syrphidae).
Diasporen sind die Schließfrüchte, hier Achänen genannt. Die Diasporen werden durch den Mund von Tieren (Stomatochorie), auf der Oberfläche von Tieren (Epichorie) und durch den Wind (Anemochorie) ausgebreitet.

## Vorkommen und Schutz
Das Verbreitungsgebiet des Acker-Filzkrautes erstreckt sich von Südwest- über Mittel- sowie Ost- bis Südosteuropa und nordwärts bis Nordeuropa; es kommt im nordwestlichen Afrika, von Vorderasien über den Kaukasusraum bis Zentralasien, Sibirien und bis zum Altaigebirge vor. Filago arvensis ist im Vereinigten Königreich und in Nordamerika ein Neophyt.
Es gibt Fundortangaben für Deutschland, Österreich, Liechtenstein die Schweiz, Italien, Sardinien, Sizilien, Korsika, Frankreich, Andorra, Spanien, Gibraltar, Marokko, Norwegen, Schweden, Finnland, den europäischen Teil Russlands, Belarus, Estland, Litauen, Lettland, die Ukraine, die Krim, Moldawien, Kroatien, die Slowakei, Tschechien, Polen, Bosnien und Herzegowina, Albanien, Bulgarien, Griechenland, Kreta, Zypern, Nordmazedonien, Montenegro, Rumänien, Serbien, Slowenien, Ungarn, Belgien, Luxemburg, die Niederlande, Afghanistan, Iran, den nördlichen Irak, Israel, den Libanon, Syrien, die Türkei, Armenien, Aserbaidschan, Georgien, die Region Altai, die Oblast Kurgan, Oblast Omsk, Oblast Tomsk, Oblast Tjumen, Kasachstan, die Mongolei, Tibet sowie Xinjiang.
In Mitteleuropa tritt es in den Sandgebieten östlich der Elbe und in denen der Mittelgebirge selten auf, ebenso am Alpenfuß und in den tieferen Höhenlagen der zentral- und südalpinen Täler; es steigt auf bis zu einer Höhenlage von 1000 Metern. In China gedeiht Filago arvensis auf trockenen Hängen und Dünen in Höhenlagen von etwa 1000 Metern.
Die Bewertungen in der Roten Liste der gefährdeten Arten nach Metzing et al. 2018 ist das Acker-Filzkraut im Staatsgebiet Deutschland „ungefährdet“, war aber 1998 in Kategorie 3 = „gefährdet“, aber in einzelnen deutschen Bundesländern erfolgte eine andere Bewertung; bis in die 1980er Jahre wurde ein Rückgang festgestellt, danach durch Bracheprogramme eine starke Zunahme. In der Schweiz ist Filago arvensis für das Staatsgebiet als VU = „Vulnerable“ = „verletzlich“ bewertet, doch in einzelnen Schweizer Gebieten gilt sie als CR = „Critically Endangered“ = „vom Aussterben bedroht“ und ist in der Schweiz „vollständig geschützt“.
Das Acker-Filzkraut gedeiht in Mitteleuropa am besten auf kalkarmen, nährsalzhaltigen, steinig-grusigen oder sandigen Böden. Es besiedelt in Mitteleuropa Wege, Brachen und Äcker. Filago arvensis ist in Mitteleuropa eine Charakterart des Filagini-Vulpietum aus dem Verband Thero-Airion, kommt aber auch in wärmeliebenden Pflanzengesellschaften des Verbandes Aperion spicae-venti vor.
Die Zeigerwerte nach Ellenberg sind: Lichtzahl 8 = Halblicht- bis Volllichtpflanze; Temperaturzahl 7 = Wärmezeiger; Kontinentalitätszahl 5 = See-/Steppen-Übergangsklima zeigend; Feuchtezahl 3 = Trockenheitszeiger; Feuchtewechsel: keinen Wechsel der Feuchte zeigend; Reaktionszahl 4 = Säure- bis Mäßigsäurezeiger; Stickstoffzahl 2 = ausgesprochene Stickstoffarmut bis Stickstoffarmut zeigend; Salzzahl 0 = nicht salzertragend; Schwermetallresistenz: nicht schwermetallresistent.

## Systematik
Die Erstveröffentlichung von Filago arvensis erfolgte 1753 durch Carl von Linné in Species Plantarum, Tomus II, S. 856. Das Artepitheton arvensis bedeutet „auf Äckern wachsend“. Synonyme für Filago arvensis L. nom. cons. sind: Gnaphalium arvense L., Filago lagopus (Stephan ex Willd.) Parl., Gnaphalium arvense (L.) Willd., Gnaphalium lagopus Stephan ex Willd., Logfia arvensis (L.) Holub, Oglifa arvensis (L.) Cass., Oglifa lagopus (Stephan ex Willd.) Chrtek & Holub, Filago alpestris C.Presl, Filago montana sensu Komarov, Filago arvensis subsp. lagopus (Willd.) Nyman Als Typusmaterial wurde LINN-1041.7 durch Gerhard Wagenitz in Rechinger (Hrsg.): Fl. Iranica, Volume 145, 1980, S. 24 festgelegt. Filago arvensis L. nom. cons. wurde konserviert gegenüber Filago montana L. nom. rej. in ICN Art. 14.4 und der Typus wurde in Shenzhen ICN 14.9 & App. IV konserviert.
Filago arvensis ist die Typusart der Untergattung Filago subgen. Oglifa in der Gattung Filago.